# Black Butler (comédie musicale)
Pour les articles homonymes, voir Black Butler (homonymie).
La série de mangas Black Butler a été adaptée plusieurs fois sur la scène musicale. On dénombre en 2023 six spectacles et deux revivals. Chacun bénéficie d'une sortie en support physique (DVD ou blu-ray).

## Appellations
Ces adaptations sont baptisées Kuromyu (mot-valise entre Kuroshitsuji et Musical) par les fans anglophones. Au Japon, les spectateurs assidus favorisent l’appellation de Namashitsuji (mot-valise signifiant littéralement Live Butler).

## That Butler, Friendship(その執事、友好?)
La première comédie musicale, Sono Shitsuji, Yūkō (その執事、友好, litt. Ce majordome, l'amitié), est jouée au Sunshine Theater dans le quartier d'Ikebukuro (Tokyo), entre mai et juin 2009. Le duo Sebastian / Ciel est campé par Yūya Matsushita et Shougo Sakamoto.
Yūya Matsushita tient ici son premier rôle majeur dans un spectacle musical. Shougo Sakamato, seize ans, s'était rendu célèbre deux ans plus tôt pour sa prestation dans Tenimyu. Takuya Uehara (Grell Sutcliff) et Shūhei Izumi (Undertaker) figurent également à la distribution.

### Postulat
Au sein de la maison Phantomive, les préparatifs du bal battent leur plein, savamment orchestrés par le majordome Sebastian Michaelis.
Sur impulsion de la Reine, le maître des lieux Ciel Phantomhive convie des visiteurs japonais (Yūki, Kirito et Kai) à la réception. Sa Majesté mande le comte Ciel de « leur offrir une hospitalité courtoise ».
Le bal se déroule dans le faste et la bonne humeur. Mais un invité inattendu vient semer la discorde...

### Fiche technique
- Titre original : その執事、友好
- Titre international : That Butler, Friendship
- Traduction littérale : Ce majordome, l'amitié
- Idée originale : Yana Toboso
- Livret, mise en scène : Shintaro Asanuma
- Musique : Shunsuke Wada
- Chorégraphie : Shinosuke Motoyama
- Lumières : Ikuko Miuro
- Son : Tenko Suetani
- Costumes : Junko Iwao Makino
- Coiffures et perruques : Hiroaki Miyauchi
- Coach vocal : Rika Mizuno
- Production : Eplus, Aniplex, Movic, Square Enix
- Réalisation : Atelier Dancan

### Distribution

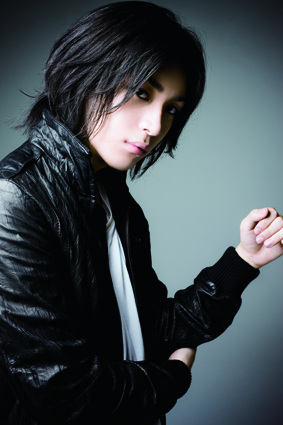
Yūya Matsushita, l'interprète original de Sebastian sur scène.

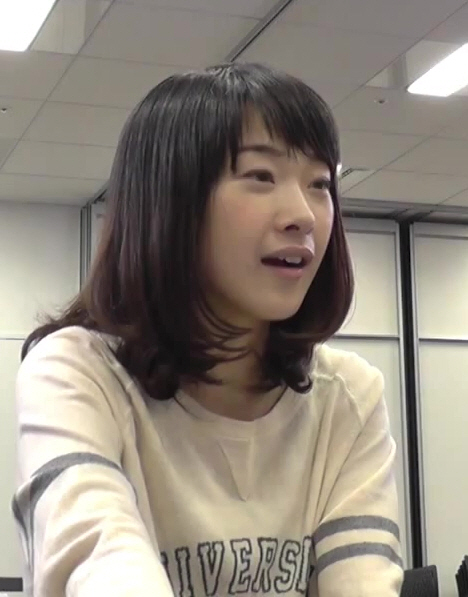
Yuka Terasaki, l'interprète de Mey-Rin dans la première production de Lycoris that Blazes the Earth.

- Yūya Matsushita : Sebastian Michaelis
- Shougo Sakamoto : Ciel Phantomhive
- Tsuyoshi Koyama : Baldroy
- Shouta Minami : Finnian
- Atsuko Igari : Mey-Rin
- Takuya Uehara : Grell Sutcliff
- Ryūya : Lau
- Shūhei Izumi : Undertaker
- Naohiro Ise : Fred Abberline
- Ran-Mao : ?
- Nao-G : Agni
- Itoh Masami : Prince Soma Asman Kadar
- Aoyagi Ruito : Yūki
- Yuya Miyashita : Kirito
- Daichi Oshino : Kai
- Shunji Fujimura : Tanaka (voix)

### Support physique
La captation du spectacle connaît deux sorties DVDs, la première le 2 décembre 2009 et la seconde le 21 juillet 2010.

## The Most Beautiful DEATH in The World(ザ モースト ビューティフル デス イン ザ ワールド?)

### Postulat
XIXe siècle, Angleterre. Sebastian Michaelis est le majordome zélé de la maison Phantomhive. Sous son apparence parfaite et ses compétences hors du commun, le majordome dissimule une sombre nature : celle d'un démon dévoreur d'âmes. Sebastian a passé un pacte avec l'héritier de la famille Phantomhive, le comte Ciel. Il devra le servir jusqu'à ce que ce dernier ait accompli sa vengeance. Sa vendetta exécutée, il pourra s'approprier l'âme du jeune garçon.
En plus de leurs activités coutumières, Ciel et Sebastian mènent des enquêtes pour le compte de la Reine. Une série de meurtres les pousse à rejoindre la capitale. A Londres, un jeune noble ambigu, le Vicomte de Druitt, est sur le point de dévoiler son mystérieux opéra.
En parallèle, les shinigamis sont confrontés à un problème : de nombreuses âmes n'ont pas été collectées. William T. Spears envoie alors Eric Slingby et Alan Humphries tirer l'affaire au claire, flanqués par l'excentrique Grell Sutcliff.
Démons, shinigamis et humains aux intentions troubles vont alors se croiser.

### Fiche technique
- Titre original : The Most Beautiful DEATH in The World (ザ モースト ビューティフル デス イン ザ ワールド?)
- Traduction littérale : La plus belle mort en ce monde
- Titre français : Black Butler Musical
- Idée originale : Yana Toboso
- Livret, paroles : Mari Okada
- Paroles : Yukinojo Mori
- Musique : Taku Iwasaki
- Mise en scène : Sakurako Fukuyama
- Chorégraphie : MIKIKO
- Production : 
  - Version originale : EPIC Record Japan, Chubu Nippon Broadcasting, Aniplex, Eplus, Movic, Square Enix
  - Revival :  Amuse, TBS, Nelke Planning, Eplus, Aniplex
- Réalisation : Atelier Duncan

### Version originale

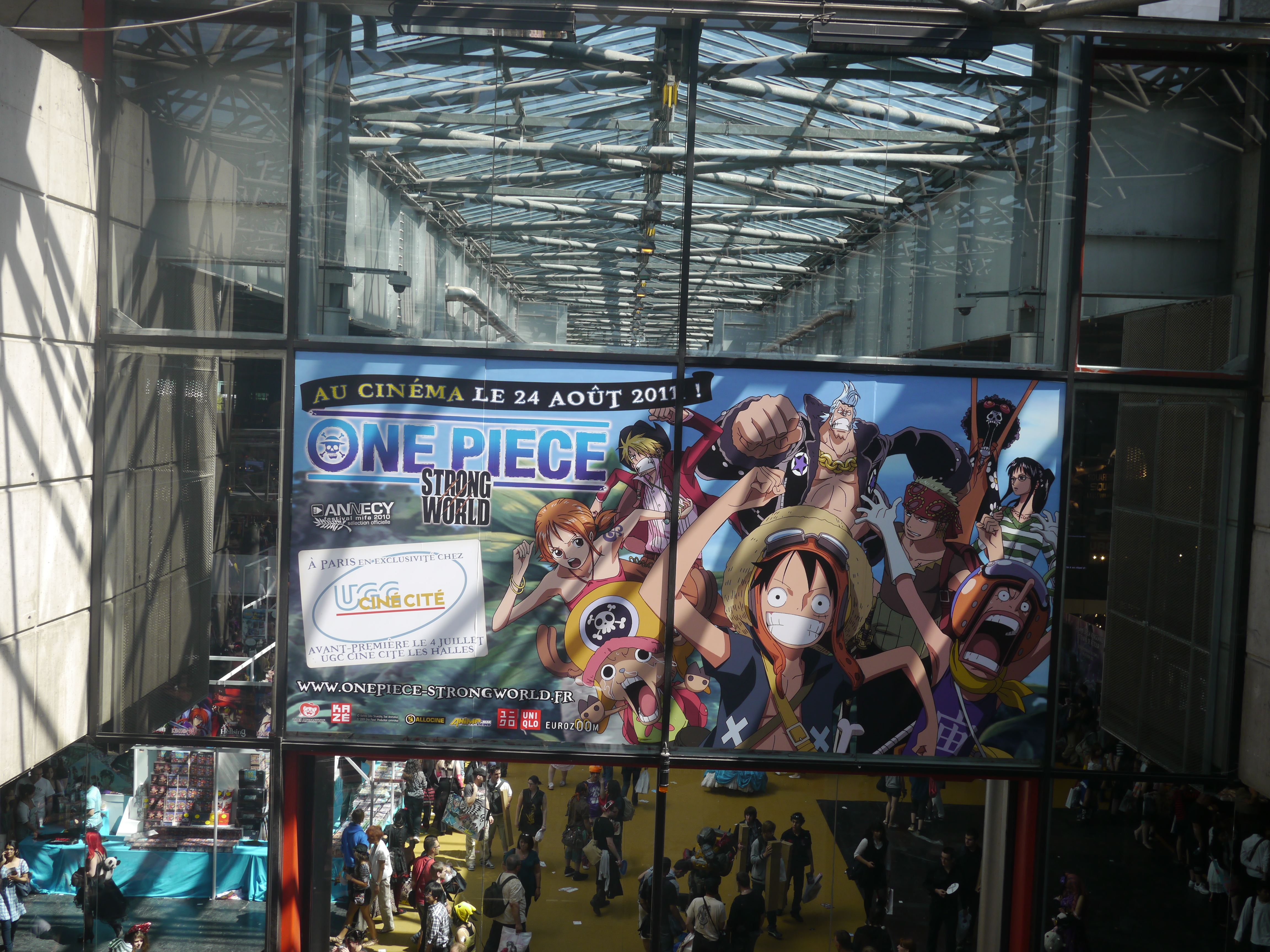
La Japan Expo 2011 où la seconde comédie musicale de Black Butler a été diffusée en collaboration avec Kana Home Video.

La seconde comédie musicale, Musical Black Butler – the Most Beautiful DEATH in The World – Sen no Tamashii to Ochita Shinigami (ミュージカル｢黒執事｣〜ザ・モースト・ビューティフル・デス・イン・ザ・ワールド〜千の魂と堕ちた死神, Miūjikaru Kuroshitsuji – Za Mōsuto Byūtifuru Desu in za Wārudo – Sen no Tamashii to Ochita Shinigami, litt. Les mille âmes et le dieu de la mort déchu) est jouée à Tokyo, Nagoya et Osaka en mai 2010.
Yūya Matsushita se glisse à nouveau dans le rôle de Sebastian. Yukito Nishii (quinze ans) joue Ciel. Takuya Uehara et Shūhei Izumi sont de retour dans les rôles de Grell et Undertaker. Shouta Minami (Finnian) et Atsuko Igari (Mey-Rin) reprennent également leur personnage.
Lors de la Japan Expo 2011, la comédie musicale est diffusée le dimanche 3 juillet 2011, de 11h30 à 12h45. Présentée en version originale sous-titrée français, la diffusion est organisée en partenariat avec Kana Home Video. Elle n'a pas été présentée sous son titre original (The Most Beautiful DEATH in the World) mais simplement par l’appellation de Black Butler Musical,.

#### Distribution
- Yūya Matsushita : Sebastian Michaelis
- Yukito Nishii : Ciel Phantomhive
- Taisuke Saeki : Eric Slingby
- Shinya Matsumoto : Alan Humphries
- Takuya Uehara : Grell Sutcliff
- Takuya Nagaoka : William T. Spears
- Dai Iwasaki : Baldroy
- Shota Minami : Finnian
- Atsuko Igari : Mey-Rin
- Shūhei Izumi : Undertaker
- Ray Fujita : Aleister Chamber, Vicomte de Druitt
- Naohiro Ise : Fred Abberline
- Shigeto Aoki : Sharpe Hanks
- Yosuke Crawford : Ronald Knox

### Revival
Elle connaît un revival entre mai et juin 2013 au Akasaka ACT Theater de Tokyo et au Umeda Geijyutsu Gekijô Main Hall de Osaka.
Face à Yūya Matsushita (Sebastian), le rôle de Ciel échoie cette fois à Taketo Tanaka, un jeune acteur de treize ans. Takuya Uehara et Shūhei Izumi sont toujours associés aux rôles de Grell et Undertaker. Yoshihide Sasaki (vu dans Tenimyu) est confirmé dans le rôle du Vicomte de Druitt et Teruma dans celui de William T. Spears. Le duo comique Fred Abberline/Sharpe Hanks est campé par Shun Takagi et Takeshi Terayama.
Son succès permet à la production d'être prolongée sur plusieurs dates.

#### Distribution
- Yūya Matsushita : Sebastian Michaelis*[6]
- Taketo Tanaka : Ciel Phantomhive
- Shinji Rachi : Eric Slingby
- Masataka Nakagauchi : Alan Humphries
- Takuya Uehara : Grell Sutcliff*
- Takuya Ide : Ronald Knox
- Teruma : William T. Spears
- Noboru Washio : Baldroy
- Takuya Kawaharada : Finnian
- Saki Matsuda : Mey-Rin
- Shun Takagi : Fred Abberline
- Takeshi Terayama : Sharpe Hanks
- Shūhei Izumi : Undertaker*
- Yoshihide Sasaki : Aleister Chamber, Vicomte de Druitt

* Comédien déjà présent dans la version de 2010

#### Support physique
La captation du spectacle est sortie en DVD le 2 octobre 2013.

## Lycoris that Blazes the Earth(地に燃えるリコリス?)

### Postulat
Une série de meurtres sanglants terrifie Londres : des prostituées sont impitoyablement massacrées à Whitechapel. Le coupable, Jack l'éventreur, fait les gros titres de la presse. Sur injonction de la Reine, le comte Ciel Phantomhive est mandaté pour débusquer le tueur.
Ciel, épaulé par son majordome Sebastian, gagne la capitale. Il y retrouve sa tante, Madame Red, et le majordome de cette dernière, Grell Sutcliffe.
Alors que le comte et son majordome mènent l'enquête, le profil du criminel se précise : il serait un membre de l’aristocratie...

### Fiche technique
- Titre original : 地に燃えるリコリス
- Titre international : Lycoris that Blazes the Earth
- Traduction littérale : Les lycoris qui embrasent la Terre
- Idée originale, productrice : Yana Toboso
- Livret, musique : Yoshiko Iseki
- Mise en scène : Nobuhiro Mōri
- Chorégraphie : MIKIKO
- Production : Amuse, TBS, Nelke Planning, Eplus, Aniplex
- Réalisation : Atelier Duncan

### Version originale
La troisième comédie musicale (地に燃えるリコリス, Chi ni Moeru Lycoris - litt. Les lycoris qui embrasent la Terre) suit les événements de l'arc Jack l'éventreur. Elle est montée du 5 au 23 septembre 2014 au Roppongi Blue Theater de Tokyo, avant d'être présentée au Umeda Arts Theater d'Osaka du 2 au 5 octobre.
Si Yūya Matsushita conserve le rôle de Sebastian, Ciel est cette fois interprété par Fukuzaki Nayuta, un jeune comédien débutant de treize ans. L'ancienne pensionnaire de la revue Takarazuka, Akane Liv, est choisie pour camper Madame Red.
Yoshihide Sasaki reprend le personnage du Vicomte de Druitt et Teruma celui de William T. Spears. Abberline et Hanks signent également leur retour, toujours campés par le tandem Shun Takagi et Takeshi Terayama. Déjà au casting de The Most Beautiful DEATH in The World, Noboru Washio (Baldroy) et Takuya Kawaharada (Finnian) reprennent leur personnage respectif. Pour la troisième fois, Shūhei Izumi s'illustre en Undertaker et Takuya Uehara incarne Grell.

#### Distribution
- Yūya Matsushita : Sebastian Michaelis[9]
- Nayuta Fukuzaki : Ciel Phantomhive
- Takuya Uehara : Grell Sutcliff
- Motohiro Ota : Charles Grey
- Yūsuke Hirose : Charles Phipps
- Teruma : William T. Spears
- Yoshihide Sasaki : Aleister Chamber, Vicomte de Druitt
- Noboru Washio : Baldroy
- Takuya Kawaharada : Finnian
- Yuka Terasaki : Mey-Rin
- Shun Takagi : Fred Abberline
- Takeshi Terayama : Sharpe Hanks
- Shūhei Izumi : Undertaker
- Hirofumi Araki : Lau
- Akane Liv : Madame Red

#### Support physique
La captation du spectacle est sortie en DVD le 25 février 2015.

### Revival
Le revival se tient de novembre à décembre 2015 à Osaka, Miyagi, Tokyo et Fukuoka.
Il est le premier spectacle musical Black Butler à être joué en Chine (Shanghai, Pékin, Shenzhen).
Le revival marque l'arrivée de Yūta Furukawa dans le rôle phare de Sebastian, déjà repéré pour ses prestations dans Beck, Tenimyu et Elisabeth. Le reste du casting est presque identique à la distribution de 2014 : seuls Motohiro Ota (Charles Grey) et Yuka Terasaki (Mey-Rin) ne réintègrent pas la troupe ; ils sont respectivement remplacés par Yūsuke Yata et Shiori Sakata.

#### Distribution

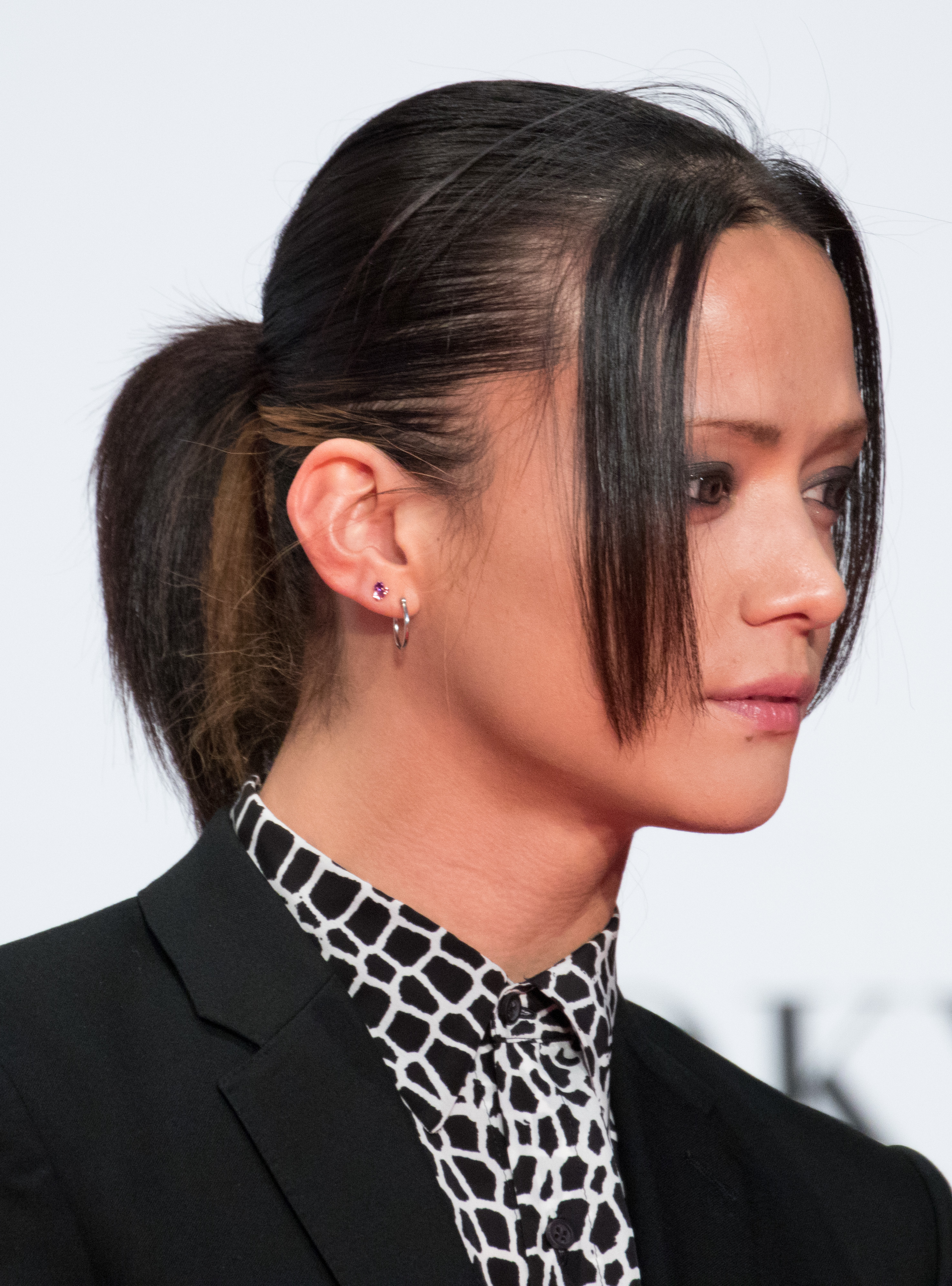
Le comédien et chanteur Ryōsuke Miura incarne Joker.

- Yūta Furukawa : Sebastian Michaelis*[12],[13]
- Nayuta Fukuzaki : Ciel Phantomhive
- Takuya Uehara : Grell Sutcliff
- Yūsuke Yata : Charles Grey*
- Yūsuke Hirose : Charles Phipps
- Teruma : William T. Spears
- Yoshihide Sasaki : Aleister Chamber, Vicomte de Druitt
- Noboru Washio : Baldroy
- Takuya Kawaharada : Finnian
- Shiori Sakata : Mey-Rin*
- Shun Takagi : Fred Abberline
- Takeshi Terayama : Sharpe Hanks
- Shūhei Izumi : Undertaker
- Hirofumi Araki : Lau
- Akane Liv : Madame Red

* Comédien nouvellement intégré au casting

#### Support physique
La captation du spectacle est sortie en DVD le 27 avril 2016.

## Noah's Ark Circus

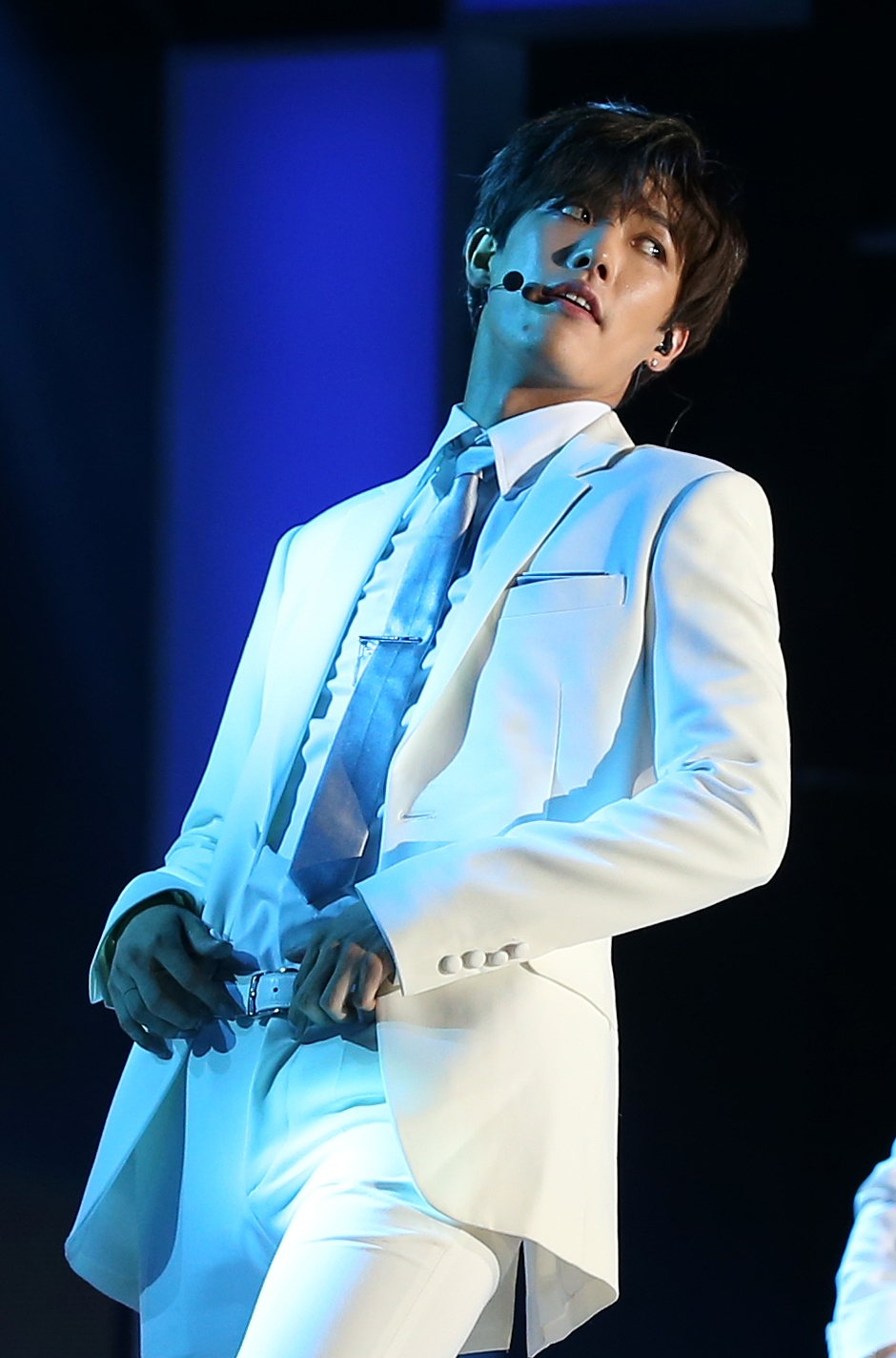
Takuya Terada joue Agni, un personnage absent depuis 2009.

La quatrième comédie musicale, Noah's Ark Circus, adapte l'arc éponyme. Elle est programmée entre novembre et décembre 2016 à Tokyo, Fukuoka, Hyogo et Aichi.
Encensé pour sa performance,, Yūta Furukawa reprend le rôle de Sebastian. Il en va de même pour Shūhei Izumi, lequel campe pour la cinquième fois Undertaker dans une production Black Butler. Teruma est à nouveau présent dans le rôle de William T. Spears, Shun Takagi dans celui de Fred Abberline et Takeshi Terayama dans celui de Sharpe Hanks. Les domestiques de la maison Phantomhive (Baldroy, Finnian et Mey-Rin) sont campés par le même trio que sur Lycoris that Blazes the Earth : Noboru Washio, Takuya Kawaharada et Shiori Sakata.
Reo Uchikawa, alors âgé de douze ans, est choisi pour interpréter Ciel ; il est à ce jour le plus jeune comédien à avoir tenu le rôle. Takuya Terada, du groupe Cross Gene, est annoncé en Agni. Sa prestation marque le retour du personnage, absent depuis 2009. Il en va de même pour le Prince Soma, campé par Shō Jinnai.
Du côté des antagonistes, Ryōsuke Miura incarne Joker, Yuki Tamaki est Snake et Asami Tano joue Beast.
Pour la première fois depuis le lancement des comédies musicales, Grell Sutcliffe et son interprète en titre Takuya Uehara ne sont pas présents.

### Postulat
Le comte Ciel Phantomhive et son majordome Sebastian Michaelis sont de retour pour une nouvelle enquête sordide : de ville en ville, des enfants disparaissent les uns après les autres sans laisser de trace. Ces disparitions coïncident avec la présence d'un cirque ambulant.
Sebastian et Ciel parviennent à s'infiltrer pour tirer l'affaire au clair. Sur place, ils font la connaissance de Joker, le chef de la troupe, mais aussi de Snake, Beast, Dagger et bien d'autres artistes aux étranges spécificités. Ils y retrouvent également une connaissance inattendue en la personne du shinigami William T. Spears...
Derrière ses numéros grandioses et le chapiteau bariolé, quels secrets cache le cirque ?

### Fiche technique
- Titre original : Noah's Ark Circus
- Traduction littérale : Le Cirque de l'Arche de Noé
- Idée originale : Yana Toboso
- Livret : Daichi Ryuzaki, Nobuhiro Mōri
- Mise en scène : Nobuhiro Mōri
- Direction artistique : Takashi Ishihara
- Musique : Shunsuke Wada
- Paroles : Mitsuhiko Watanabe
- Chorégraphie : KOHMEN
- Images : Hiroki Arakawa
- Lumières : Kazuyoshi Takami
- Son : Shinya Yoshimoto
- Costumes : Junko Iwao Makino
- Coiffures et perruques : Hiroaki Miyauchi
- Coach vocal : Tadamichi Izumi

### Distribution
- Yūta Furukawa : Sebastian Michaelis[19]
- Reo Uchikawa : Ciel Phantomhive
- Ryōsuke Miura : Joker
- Yuki Tamaki : Snake
- Asami Tano : Beast
- Ryō Mitsuya : Dagger
- Teruma : William T. Spears
- Noboru Washio : Baldroy
- Takuya Kawaharada : Finnian
- Shiori Sakata : Mey-Rin
- Shūhei Izumi : Undertaker
- Shun Takagi : Fred Abberline
- Takeshi Terayama : Sharpe Hanks
- Ayuka Kurachi : Peter
- Saya Chinen : Wendy
- Takenori Gotō : Jumbo
- Shinya Kote : Baron Kelvin
- Shō Jinnai : Prince Soma Asman Kadar
- Takuya Terada : Agni
- Nobuo Kyō : Sensei

### Support physique
La captation du spectacle est sortie en DVD et blu-ray le 26 avril 2017.

## Tango on the Campania
La cinquième comédie musicale, Tango on the Campania, reprend l'arc du paquebot Campania. Elle est jouée entre décembre 2017 et février 2018.
Tango on the Campania est à nouveau portée par le tandem très apprécié de Yūta Furukawa et Reo Uchikawa. Elle signe également le retour d'autres comédiens connus de la franchise tels que Shun Takagi (Fred Abberline), Takeshi Terayama (Sharpe Hanks), Shūhei Izumi (Undertaker), Yoshihide Sasaki (le Vicomte de Druitt) ou encore Takuya Uehara (Grell Sutcliff).
Après l’absence du personnage dans Noah's Ark Circus, Yana Toboso demande à Takuya Uehara de jouer Grell comme une « femme forte [...] et de la présenter comme une femme de carrière », corroborant ainsi le fait que la shinigami est une femme trans. Takuya Uehara confirme avoir interprété Grell en ce sens.

### Postulat
La vie n'est jamais de tout repos pour la maison Phantomhive et le trépas ne l'est pas davantage ! Le comte Ciel et son majordome Sebastian ont vent de rumeurs préoccupantes évoquant la « résurrection des morts ». Alors qu'ils tentent d'établir la vérité, le tandem découvre l'existence de l'Aurora Society : cette organisation secrète prône le salut complet de l'humanité par la médecine.
Concentrés sur cette piste, Sebastian et Ciel embarquent sur un paquebot de luxe, le Campania. L'Aurora Society doit s'y réunir, offrant au duo une occasion inespérée de coincer ses membres.
Mais l'héritier Phantomhive et son démon ne sont pas les seuls à suspecter des événements étranges : les shinigamis Grell Sutcliff et Ronald Knox se trouvent également à bord, ainsi que les inspecteurs Fred Abberline et Sharpe Hanks. Le mystérieux Undertaker est également de la partie. Tout cela sans compter le gratin anglais qui s'est réuni pour le voyage inaugural du Campania, à commencer par le Vicomte de Druitt et les Midford !
La traversée ne s'annonce pas de tout repos pour le comte et son diable de majordome.

### Fiche technique
- Titre original : Tango on the Campania
- Traduction littérale : Tango sur le Campania
- Idée originale : Yana Toboso
- Livret, paroles : Two hats Ltd., Etsuko Niira
- Mise en scène : Akiko Kodama
- Direction artistique : Takashi Ishihara
- Musique : Shunsuke Wada
- Chorégraphie : KOHMEN
- Images : Hiroki Arakawa
- Lumières : Kazuyoshi Takami
- Son : Shinya Yoshimoto
- Costumes : Junko Iwao Makino
- Coiffures et perruques : Hiroaki Miyauchi, Naoko Shibasaki
- Coach vocal : Makoto Nishino
- Professeur d'escrime : Fumiya Fujie

### Distribution
- Yūta Furukawa : Sebastian Michaelis[24]
- Reo Uchikawa : Ciel Phantomhive
- Takuya Uehara : Grell Sutcliff
- Ryōsuke Mikata : Ronald Knox
- Motohisa Harashima : Snake
- Momoko Okazaki : Elizabeth Midford
- Shun Takagi : Fred Abberline
- Takeshi Terayama : Sharpe Hanks
- Akiyoshi Utsumi : Edward Midford
- Mio Akisono : Frances Midford
- Kōzō Nasu : Alexis Leon Midford
- Ryunōsuke Kawai : Rian Stoker
- Shūhei Izumi : Undertaker
- Yoshihide Sasaki : Aleister Chamber, Vicomte de Druitt

### Support physique
La captation du spectacle est sortie en DVD et blu-ray le 27 juin 2018.

## The Public School's Secret(寄宿学校の秘密?)

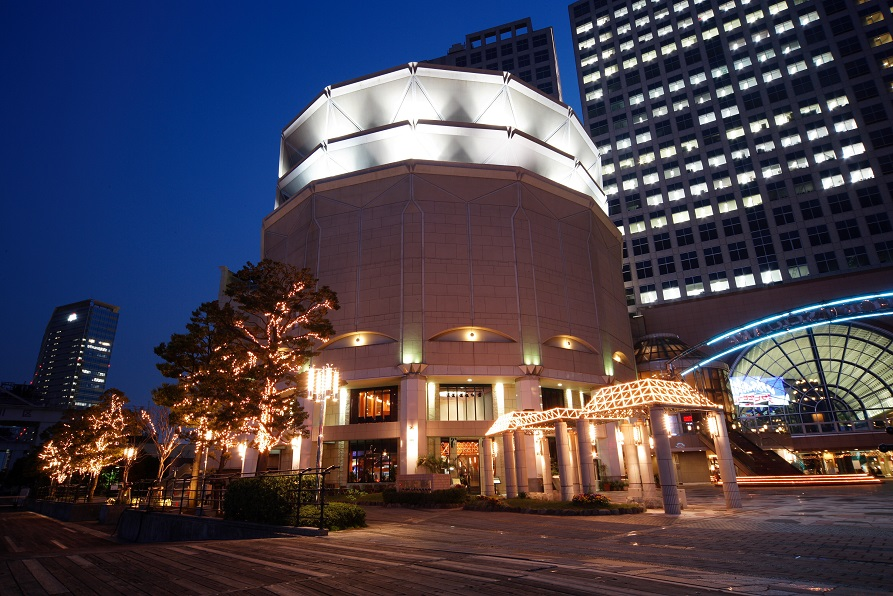
The Galaxy Theatre (Tokyo) où The Public School's Secret fait ses débuts.

La sixième comédie musicale (寄宿学校の秘密, litt. Le secret de l'internat), adaptant le septième arc du manga, est jouée entre mars et avril 2021 à Tokyo et Osaka.
Une partie de l'équipe technique est de retour : Junko Iwao Makino aux costumes, Hiroki Arakawa aux images, Two hats Ltd. responsable du livret et des paroles.
En revanche, la distribution marque une rupture drastique avec les précédentes productions : aucun interprète des spectacles antérieurs ne réintègre la troupe. Yūta Furukawa est pris par son retour sur Elisabeth et Mozart! ainsi que par le tournage du drama Company - The Reversed Swan Lake ; quant à Reo Uchikawa, il s'est retiré de l'industrie en 2020. Pour la première fois sur scène, Undertaker n'est pas incarné par Shūhei Izumi.
Le rôle de Sebastian est tenu par Toshiki Tateishi (membre du groupe de J-pop IVVY) et celui de Ciel Phantomhive par Eito Konishi. Tout comme Shougo Sakamato, Yoshihide Sasaki et Yūta Furukawa, Toshiki Tateishi s'est fait connaître en figurant au casting de Tenimyu. Eito Konishi, vingt ans au moment des représentations, est l'interprète le plus âgé à avoir campé Ciel sur scène. Le rôle d'Undertaker revient à Kandai Ueda.

### Postulat
Derrik, le cousin de la Reine et fils du marquis Clemens, n'est pas rentré chez lui depuis les dernières vacances d'été. Sa Majesté ordonne alors à son chien le plus fidèle, le comte Ciel Phantomhive, d'éclaircir la disparition.
Ciel et son majordome démoniaque Sebastian s'infiltrent dans le prestigieux pensionnat fréquenté par Derrick. Pendant que Ciel joue les étudiants fraîchement transférés, Sebastian prend pour couverture l'identité du nouvel enseignant.
Très vite, leurs doutes se confirment. L'établissement regorge de rumeurs et de secrets. Il s'y murmure que le proviseur règne en monarque absolu sur le pensionnat, une bâtisse isolée du monde extérieur, régie par la tradition et la discipline. A sa botte, quatre superviseurs dévoués, communément appelés le P4.
Afin de découvrir la vérité, Ciel se rapproche du P4 et gagne progressivement leur confiance. Le jeune comte apprend qu'un grand événement obnubile les étudiants : un prestigieux tournoi de cricket. Les gagnants seront conviés à la Midnight Tea Party organisée par le proviseur.
Ciel devra remporter la compétition pour approcher le mystérieux maître des lieux et élucider le sort de Derrik...

### Fiche technique
- Titre original : 寄宿学校の秘密
- Titre international : The Public School's Secret
- Traduction littérale : Le secret de l'internat
- Idée originale : Yana Toboso
- Livret : Two hats Ltd.
- Mise en scène : Fumiya Matsuzaki
- Direction artistique : Hiroko Matsuo
- Musique : Yu
- Chorégraphie : Shinosuke Motoyama
- Images : Hiroki Arakawa
- Lumières : Yuichi Kageyama
- Son : Takashi Amano
- Costumes : Junko Iwao Makino
- Coiffure et maquillage : Erika Yamazaki
- Coach vocal : Yu, Miyano
- Coordinateur des scènes d'action : Masaki Kurita

### Distribution
- Toshiki Tateishi : Sebastian Michaelis[28]
- Eito Konishi : Ciel Phantomhive
- Hiroki Sana : Edgar Redmond
- Shougo Tazuru : Herman Greenhill
- Masamichi Satonaka : Lawrence Bluewer
- Dai Gotō : Gregory Violet
- Yamato Furuya : Clayton
- Takuto Nakajima : Edward Midford
- Tsukasa Taguchi : Maurice Cole
- Yū Fukuzawa : Cheslock
- Fūto Uchino : Joanne Harcourt
- Toshiki Kumagai : McMillan
- Kouki Yamaguchi : Derrick Arden
- Shunichi Takahashi : Johann Agares
- Ryosuke Okada : Prince Soma Asman Kadar
- Kandai Ueda : Undertaker

### Support physique
La captation du spectacle est sortie en DVD et blu-ray le 29 septembre 2021.

## The Green Witch and the Werewolves(緑の魔女と人狼の森?)
La septième comédie musicale (緑の魔女と人狼の森, litt. La Sorcière Verte et les Loups-Garous), adaptant l'Arc Emerald Witch du manga, fait ses débuts en septembre 2025 au Umeda Arts Theater, à Osaka.
Une partie de l'équipe à l'œuvre sur The Public School's Secret est de retour : Toshiki Tateishi incarne à nouveau Sebastian Michaelis, Junko Iwao Makino signe les costumes, Hiroki Arakawa réalise les images et Two hats Ltd. est responsable du livret. The Green Witch and the Werewolves marque également les retrouvailles de Shunsuke Wada (compositeur), Nobuhiro Mōri (metteur en scène) et KOHMEN (chorégraphe) avec la franchise, tous étant absents lors du précédent spectacle.

### Postulat
Sur ordre de la Reine, le jeune comte Ciel Phantomhive et son majordome démoniaque Sebastian se rendent en Allemagne. Sur place, le tandem enquête sur une série de trépas mystérieux. Ces décès semblent liés à un bois étrange, la Forêt des Loups-Garous. Quiconque y pénètre est condamné à mourir...
Mais, alors que Ciel et Sebastian poursuivent leurs investigations, une terrible malédiction s'abat sur eux !

### Fiche technique
- Titre original : 緑の魔女と人狼の森[30]
- Titre international : The Green Witch and the Werewolves
- Traduction littérale : La Sorcière Verte et les Loups-Garous
- Idée originale : Yana Toboso
- Livret : Two hats Ltd.
- Paroles : Etsuko Niira
- Mise en scène : Nobuhiro Mōri
- Direction artistique : Norie Nakanishi
- Musique : Shunsuke Wada
- Chorégraphie : KOHMEN
- Images : Hiroki Arakawa
- Lumières : Yasuyuki Yoshieda
- Son : Takashi Amano, Yoshito Tanaka
- Costumes : Junko Iwao Makino
- Coiffure et maquillage : Tamayo Odake
- Coach vocal : Casanobo Akira
- Coordinateur des scènes d'action : Masaki Kurita

### Distribution
- Toshiki Tateishi: Sebastian Michaelis[31]
- Ikuma Kobayashi : Ciel Phantomhive
- Yōjirō Itokawa : Finnian
- Misa Tsunokawa : Mey-Rin
- Keigo Kitamura : Baldroy
- Hisanori Satō : Snake
- Hitoshi Honma : Tanaka
- Yu Ranma : Hilde Dickhaut
- Juri Tamayama : Grete Hilbard
- Hana Inoue : Anne Drewanz
- Mitsuki Tenju : Baba-sama
- Clara : Sieglinde Sullivan
- Ryūnosuke Onoda : Wolfram Gelzer

## Articles connexes

Logo original du manga.

## Collaborateurs réguliers

### Distribution
| TitreCollaborateur (rôle)               |                                          |                                                                                          | |                                                    |                                                              |                   |                       |                                             |                                                         |
| TitreCollaborateur (rôle)               | That Butler, Friendship (その執事、友好) | The Most Beautiful DEATH in The World (ザ モースト ビューティフル デス イン ザ ワールド) | The Most Beautiful DEATH in The World (ザ モースト ビューティフル デス イン ザ ワールド) - Revival | Lycoris that Blazes the Earth (地に燃えるリコリス) | Lycoris that Blazes the Earth (地に燃えるリコリス) - Revival | Noah's Ark Circus | Tango on the Campania | The Public School's Secret (寄宿学校の秘密) | The Green Witch and the Werewolves (緑の魔女と人狼の森) |
| --------------------------------------- | ---------------------------------------- | ---------------------------------------------------------------------------------------- | -------------------------------------------------------------------------------------------------- | -------------------------------------------------- | ------------------------------------------------------------ | ----------------- | --------------------- | ------------------------------------------- | ------------------------------------------------------- |
| Shūhei Izumi (Undertaker)               | Oui                                      | Oui                                                                                      | Oui                                                                                                | Oui                                                | Oui                                                          | Oui               | Oui                   |                                             |                                                         |
| Takuya Uehara (Grell Sutcliffe)         | Oui                                      | Oui                                                                                      | Oui                                                                                                | Oui                                                | Oui                                                          |                   | Oui                   |                                             |                                                         |
| Shun Takagi (Fred Abberline)            |                                          |                                                                                          | Oui                                                                                                | Oui                                                | Oui                                                          | Oui               | Oui                   |                                             |                                                         |
| Takeshi Terayama (Sharpe Hanks)         |                                          |                                                                                          | Oui                                                                                                | Oui                                                | Oui                                                          | Oui               | Oui                   |                                             |                                                         |
| Yūya Matsushita (Sebastian Michaelis)   | Oui                                      | Oui                                                                                      | Oui                                                                                                | Oui                                                |                                                              |                   |                       |                                             |                                                         |
| Yoshihide Sasaki (le Vicomte de Druitt) |                                          |                                                                                          | Oui                                                                                                | Oui                                                | Oui                                                          |                   | Oui                   |                                             |                                                         |
| Teruma (William T. Spears)              |                                          |                                                                                          | Oui                                                                                                | Oui                                                | Oui                                                          | Oui               |                       |                                             |                                                         |
| Noboru Washio (Baldroy)                 |                                          |                                                                                          | Oui                                                                                                | Oui                                                | Oui                                                          | Oui               |                       |                                             |                                                         |
| Takuya Kawaharada (Finnian)             |                                          |                                                                                          | Oui                                                                                                | Oui                                                | Oui                                                          | Oui               |                       |                                             |                                                         |
| Yūta Furukawa (Sebastian Michaelis)     |                                          |                                                                                          | |                                                    | Oui                                                          | Oui               | Oui                   |                                             |                                                         |
| Nayuta Fukuzaki (Ciel Phantomhive)      |                                          |                                                                                          | | Oui                                                | Oui                                                          |                   |                       |                                             |                                                         |
| Reo Uchikawa (Ciel Phantomhive)         |                                          |                                                                                          | |                                                    |                                                              | Oui               | Oui                   |                                             |                                                         |
| Akane Liv (Madame Red)                  |                                          |                                                                                          | | Oui                                                | Oui                                                          |                   |                       |                                             |                                                         |
| Shiori Sakata (Mey-Rin)                 |                                          |                                                                                          | |                                                    | Oui                                                          | Oui               |                       |                                             |                                                         |
| Atsuko Igari (Mey-Rin)                  | Oui                                      | Oui                                                                                      | |                                                    |                                                              |                   |                       |                                             |                                                         |
| Shouta Minami (Finnian)                 | Oui                                      | Oui                                                                                      | |                                                    |                                                              |                   |                       |                                             |                                                         |
| Toshiki Tateishi (Sebastian Michaelis)  |                                          |                                                                                          | |                                                    |                                                              |                   |                       | Oui                                         | Oui                                                     |

### Equipe technique
| TitreCollaborateur (profession)           |                                          |                                                                                          | |                                                    |                                                              |                   |                       |                                             |                                                         |
| TitreCollaborateur (profession)           | That Butler, Friendship (その執事、友好) | The Most Beautiful DEATH in The World (ザ モースト ビューティフル デス イン ザ ワールド) | The Most Beautiful DEATH in The World (ザ モースト ビューティフル デス イン ザ ワールド) - Revival | Lycoris that Blazes the Earth (地に燃えるリコリス) | Lycoris that Blazes the Earth (地に燃えるリコリス) - Revival | Noah's Ark Circus | Tango on the Campania | The Public School's Secret (寄宿学校の秘密) | The Green Witch and the Werewolves (緑の魔女と人狼の森) |
| ----------------------------------------- | ---------------------------------------- | ---------------------------------------------------------------------------------------- | -------------------------------------------------------------------------------------------------- | -------------------------------------------------- | ------------------------------------------------------------ | ----------------- | --------------------- | ------------------------------------------- | ------------------------------------------------------- |
| Junko Iwao Makino (costumes)              | Oui                                      |                                                                                          | |                                                    |                                                              | Oui               | Oui                   | Oui                                         | Oui                                                     |
| MIKIKO (chorégraphie)                     |                                          | Oui                                                                                      | Oui                                                                                                | Oui                                                | Oui                                                          |                   |                       |                                             |                                                         |
| Shunsuke Wada (musique)                   | Oui                                      |                                                                                          | |                                                    |                                                              | Oui               | Oui                   |                                             | Oui                                                     |
| Nobuhiro Mōri (mise en scène)             |                                          |                                                                                          | | Oui                                                | Oui                                                          | Oui               |                       |                                             | Oui                                                     |
| Hiroki Arakawa (images)                   |                                          |                                                                                          | |                                                    |                                                              | Oui               | Oui                   | Oui                                         | Oui                                                     |
| Hiroaki Miyauchi (coiffures et perruques) | Oui                                      |                                                                                          | |                                                    |                                                              | Oui               | Oui                   |                                             |                                                         |
| KOHMEN (chorégraphie)                     |                                          |                                                                                          | |                                                    |                                                              | Oui               | Oui                   |                                             | Oui                                                     |
| Kazuyoshi Takami (lumières)               |                                          |                                                                                          | |                                                    |                                                              | Oui               | Oui                   |                                             |                                                         |
| Shinya Yoshimoto (son)                    |                                          |                                                                                          | |                                                    |                                                              | Oui               | Oui                   |                                             |                                                         |
| Two hats Ltd. (livret, paroles)           |                                          |                                                                                          | |                                                    |                                                              |                   | Oui                   | Oui                                         | Oui                                                     |
| Takashi Ishihara (direction artistique)   |                                          |                                                                                          | |                                                    |                                                              | Oui               | Oui                   |                                             |                                                         |
| Shinosuke Motoyama (chorégraphie)         | Oui                                      |                                                                                          | |                                                    |                                                              |                   |                       | Oui                                         |                                                         |